# Saint-Aubin (Nord)
Pour les articles homonymes, voir Saint-Aubin.
Saint-Aubin est une commune française située dans le département du Nord, en région Hauts-de-France.

## Géographie

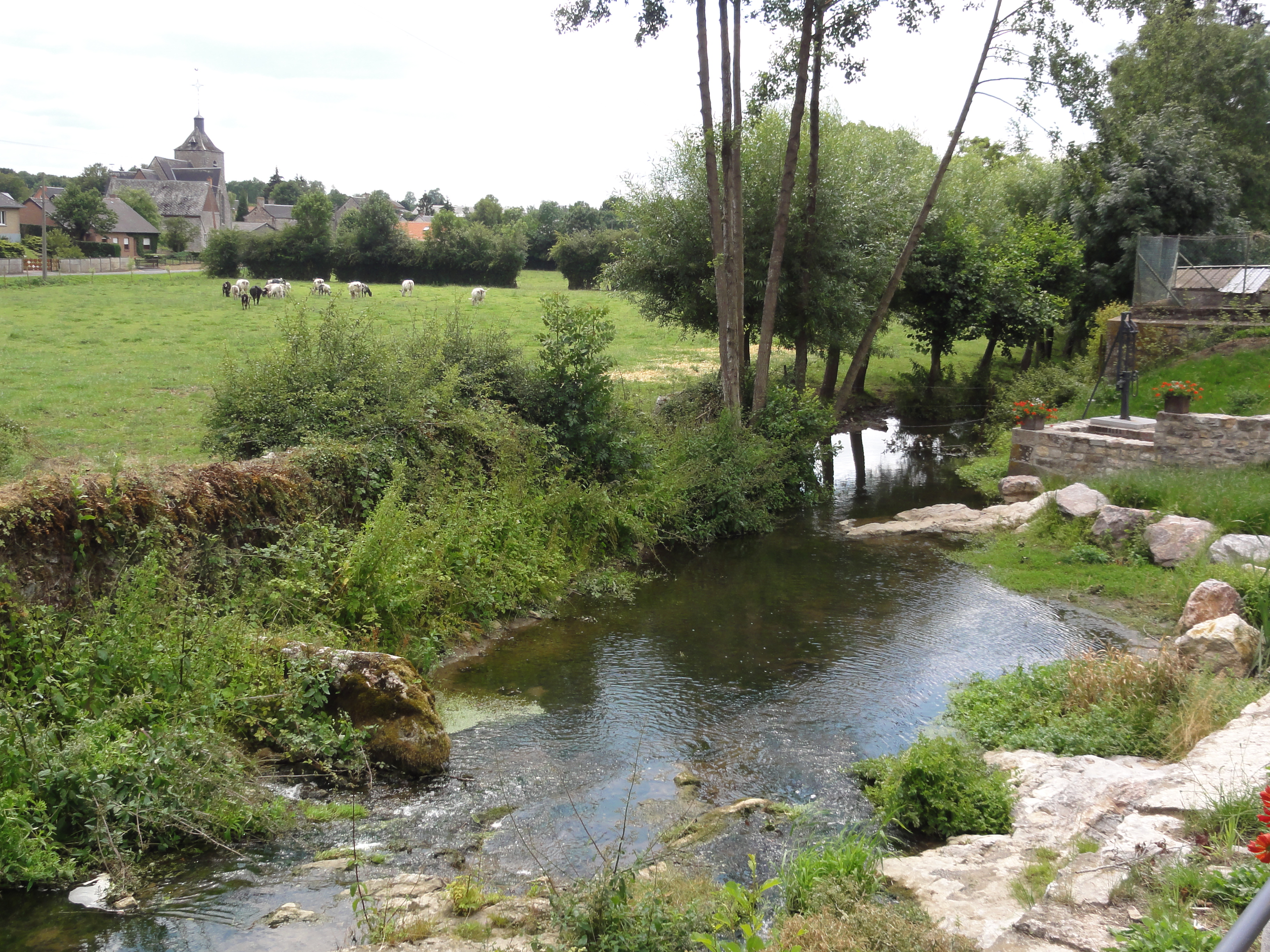
La Tarsy à Saint-Aubin.

Saint-Aubin se situe à 7 km d'Avesnes-sur-Helpe et à 17 km de Maubeuge dans le sud-est du département du Nord (Hainaut) en plein cœur du parc naturel régional de l'Avesnois. L'Avesnois est connu pour ses prairies, son bocage et son relief un peu vallonné dans sa partie sud-est (début des contreforts des Ardennes), dite « petite Suisse du Nord ». Saint-Aubin est traversée par la Tarsy et comporte des espaces boisés qui forment la Haie d'Avesnes.
Saint-Aubin fait partie administrativement de l'Avesnois, géologiquement des Ardennes, historiquement du Hainaut et ses paysages rappellent la Thiérache.
La commune se trouve à 95 km de Lille (préfecture du Nord), Bruxelles (Belgique) ou Reims (Marne), à 45 km de Valenciennes, Mons (Belgique) ou Charleroi (Belgique). La Belgique et le département de l'Aisne se trouvent à 17 km.

### Communes limitrophes
| Écuélin             | Limont-Fontaine         | Éclaibes |
| Saint-Remy-Chaussée | Saint-Aubin             | Dourlers |
|                     | Saint-Hilaire-sur-Helpe | Bas-Lieu |

### Hydrographie

#### Réseau hydrographique
La commune est située dans le bassin Artois-Picardie. Elle est drainée par la Tarsy, le ruisseau d'Ecuelin, le ruisseau des Marquettes, le Cense du Temple, le ruisseau de Père Queue, le ruisseau des owies, l'Écuélin et un autre petit cours d'eau,.
La Tarsy, d'une longueur de 15 km, prend sa source dans la commune de Beugnies et se jette  dans la Sambre canalisée à Leval, après avoir traversé huit communes. Les caractéristiques hydrologiques de la Tarsy sont données par la station hydrologique située sur la commune. Le débit moyen mensuel est de 0,307 m3/s. Le débit moyen journalier maximum est de 6,74 m3/s, atteint lors de la crue du 11 mars 2008. Le débit instantané maximal est quant à lui de 10,1 m3/s, atteint le même jour.

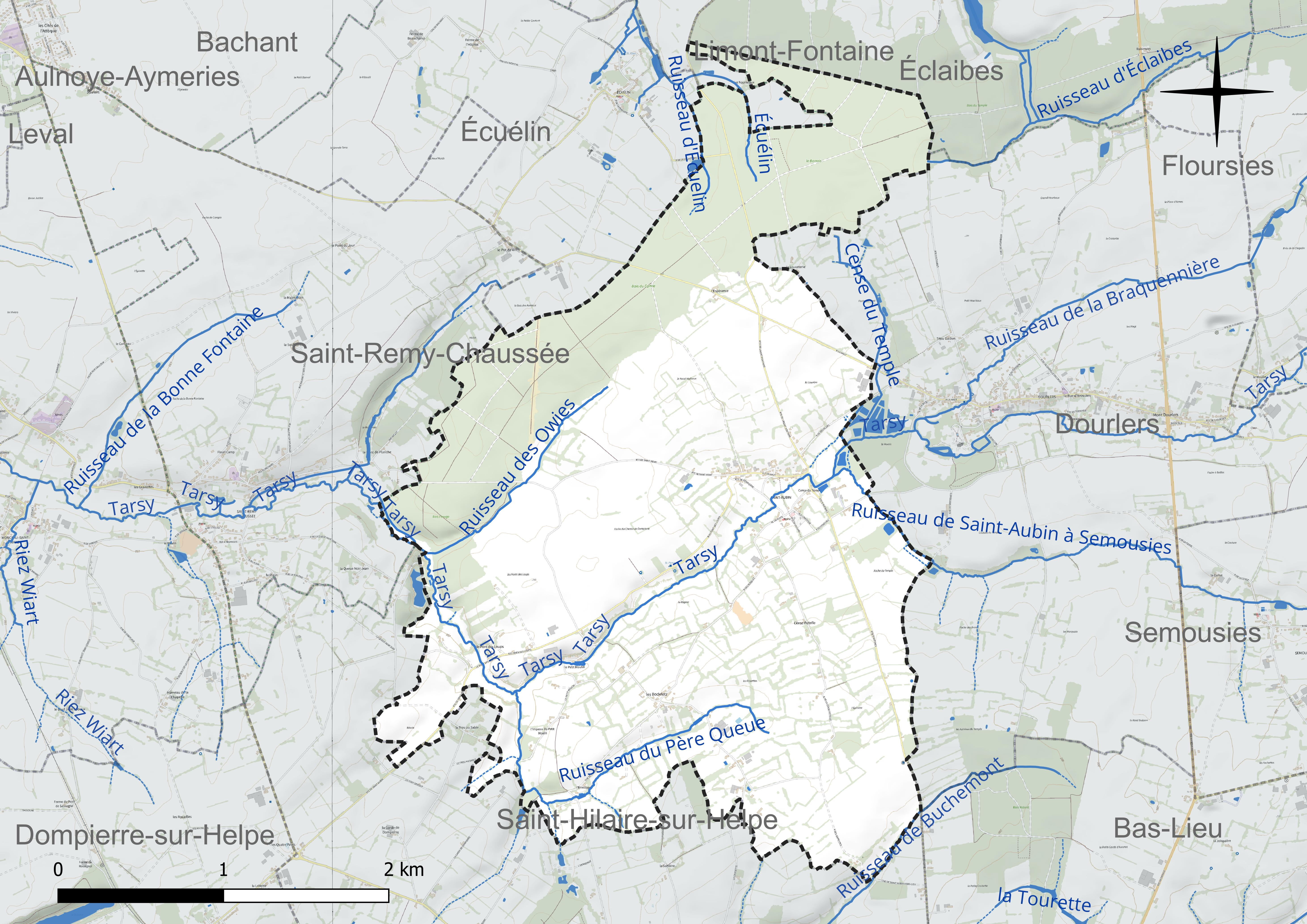
Réseau hydrographique de Saint-Aubin.

#### Gestion et qualité des eaux
Le territoire communal est couvert par le schéma d'aménagement et de gestion des eaux (SAGE) « Sambre ». Ce document de planification concerne un territoire de 1 253 km2 de superficie, délimité par le bassin versant de la Sambre. Le périmètre a été arrêté le 1er novembre 2003 et le SAGE proprement dit a été approuvé le 21 septembre 2012, puis modifié le 18 août 2022. La structure porteuse de l'élaboration et de la mise en œuvre est le syndicat mixte du Parc naturel régional de l'Avesnois.
La qualité des cours d'eau peut être consultée sur un site dédié géré par les agences de l'eau et l'Agence française pour la biodiversité.

### Climat
Pour des articles plus généraux, voir Climat des Hauts-de-France et Climat du Nord.
En 2010, le climat de la commune est de type climat des marges montargnardes, selon une étude du CNRS s'appuyant sur une série de données couvrant la période 1971-2000. En 2020, Météo-France publie une typologie des climats de la France métropolitaine dans laquelle la commune est exposée à un climat océanique altéré et est dans la région climatique  Nord-est du bassin Parisien, caractérisée par un ensoleillement médiocre, une pluviométrie moyenne régulièrement répartie au cours de l'année et un hiver froid (3 °C).
Pour la période 1971-2000, la température annuelle moyenne est de 9,7 °C, avec une amplitude thermique annuelle de 15,1 °C. Le cumul annuel moyen de précipitations est de 875 mm, avec 12,8 jours de précipitations en janvier et 9,8 jours en juillet. Pour la période 1991-2020, la température moyenne annuelle observée sur la station météorologique la plus proche, située sur la commune de Saint-Hilaire-sur-Helpe à 5 km à vol d'oiseau, est de 10,5 °C et le cumul annuel moyen de précipitations est de 802,4 mm,. Pour l'avenir, les paramètres climatiques de la commune estimés pour 2050 selon différents scénarios d'émission de gaz à effet de serre sont consultables sur un site dédié publié par Météo-France en novembre 2022.
| Mois                                  | jan.           | fév.           | mars          | avril         | mai           | juin         | jui.         | août          | sep.          | oct.          | nov.          | déc.          | année      |
| ------------------------------------- | -------------- | -------------- | ------------- | ------------- | ------------- | ------------ | ------------ | ------------- | ------------- | ------------- | ------------- | ------------- | ---------- |
| Température minimale moyenne (°C)     | 0,8            | 0,7            | 2,4           | 4,8           | 8             | 11,3         | 13,1         | 12,5          | 10            | 7,8           | 4,2           | 1,5           | 6,4        |
| Température moyenne (°C)              | 3,1            | 3,6            | 6,3           | 10,1          | 13,2          | 16,5         | 18,5         | 17,8          | 15            | 11,5          | 6,9           | 3,8           | 10,5       |
| Température maximale moyenne (°C)     | 5,5            | 6,4            | 10,3          | 15,4          | 18,5          | 21,8         | 24           | 23            | 20,1          | 15,2          | 9,6           | 6,1           | 14,7       |
| Record de froid (°C) date du record   | −18,5 07.01.09 | −16,1 04.02.12 | −12 13.03.13  | −4,8 03.04.22 | −1,6 12.05.20 | 1,6 05.06.12 | 3,5 31.07.15 | 4,8 20.08.14  | 1,3 30.09.18  | −3,3 28.10.12 | −6,4 30.11.16 | −12 19.12.09  | −18,5 2009 |
| Record de chaleur (°C) date du record | 13,8 18.01.07  | 20,1 26.02.19  | 24,7 31.03.21 | 27,8 25.04.07 | 31,5 27.05.05 | 35 28.06.11  | 39 25.07.19  | 36,6 08.08.20 | 34,5 15.09.20 | 27,1 01.10.11 | 20,2 06.11.18 | 15,5 31.12.22 | 39 2019    |
| Précipitations (mm)                   | 61,9           | 64,1           | 64,5          | 42,6          | 69,2          | 71,5         | 72           | 86,6          | 51,2          | 66            | 68,1          | 84,7          | 802,4      |

## Urbanisme

### Typologie
Au 1er janvier 2024, Saint-Aubin est catégorisée commune rurale à habitat dispersé, selon la nouvelle grille communale de densité à sept niveaux définie par l'Insee en 2022.
Elle est située hors unité urbaine. Par ailleurs la commune fait partie de l'aire d'attraction de Maubeuge (partie française), dont elle est une commune de la couronne,. Cette aire, qui regroupe 65 communes, est catégorisée dans les aires de 50 000 à moins de 200 000 habitants,.

### Occupation des sols
L'occupation des sols de la commune, telle qu'elle ressort de la base de données européenne d'occupation biophysique des sols Corine Land Cover (CLC), est marquée par l'importance des territoires agricoles (74,6 % en 2018), une proportion identique à celle de 1990 (74,6 %). La répartition détaillée en 2018 est la suivante : 
prairies (57,6 %), forêts (25,4 %), terres arables (14,6 %), zones agricoles hétérogènes (2,5 %). L'évolution de l'occupation des sols de la commune et de ses infrastructures peut être observée sur les différentes représentations cartographiques du territoire : la carte de Cassini (XVIIIe siècle), la carte d'état-major (1820-1866) et les cartes ou photos aériennes de l'IGN pour la période actuelle (1950 à aujourd'hui).

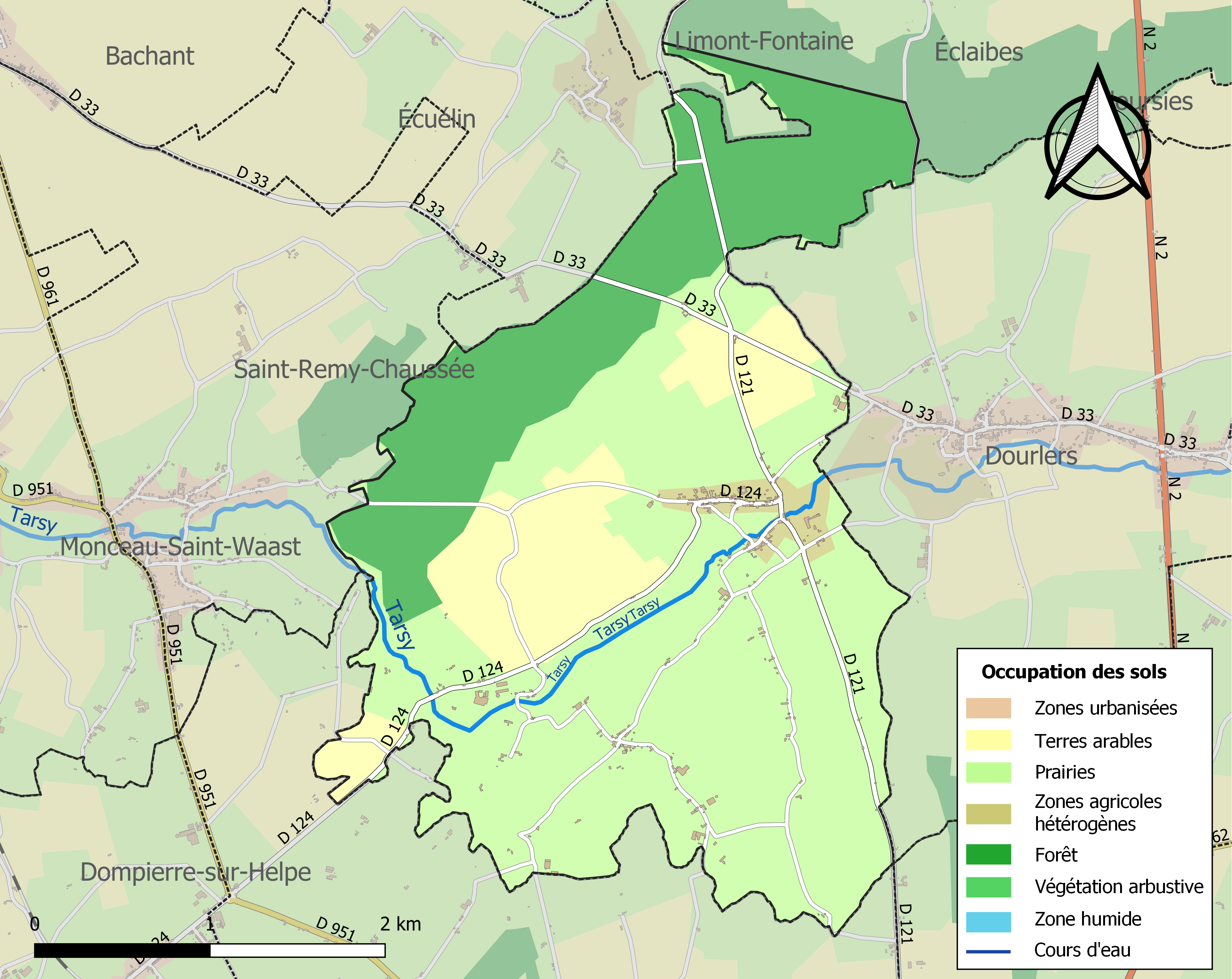
Carte des infrastructures et de l'occupation des sols de la commune en 2018 (CLC).

## Toponymie
En 1758, la carte Cassini du royaume de France fait référence à la paroisse sous l'orthographe de St Aubain.
Durant la Révolution, la commune porte le nom d'Aubin.
Ses habitants sont appelés les Hautlieusards.

## Histoire
En janvier 1633, sont données à Paris des lettres de confirmation de noblesse et d'anoblissement en tant que besoin au bénéfice d'Edme Le Maistre, écuyer, seigneur de Saint-Aubin, capitaine d'une compagnie d'infanterie du prince de Condé (Louis II de Bourbon-Condé). Edme Le Maistre a commencé une carrière militaire en 1633 au siège de Nancy et a servi le roi jusqu'en 1647 au moins où il participe au siège de Lens. Il est présent à moult combats sous divers commandements et s'est illustré par sa vaillance. Il a multiplié les blessures, dues en général à des coups de mousquet : blessé en 1638, nouvelle blessure à la cuisse en 1638 ou 1639 en montant à l'assaut, de nouveau blessé de 3 coups de mousquet en 1644, fait prisonnier de guerre par l'ennemi, libéré, revient au combat, de nouveau blessé en 1645, puis a le bras cassé en 1646 ou 1647. Ses services lui vaudront de ne pas faire partie de l'édit d'août 1664, révoquant les lettres de noblesse données entre 1630 et 1664.

## Politique et administration
Maire de 1802 à 1808 : Ant. Jos. Gau,.

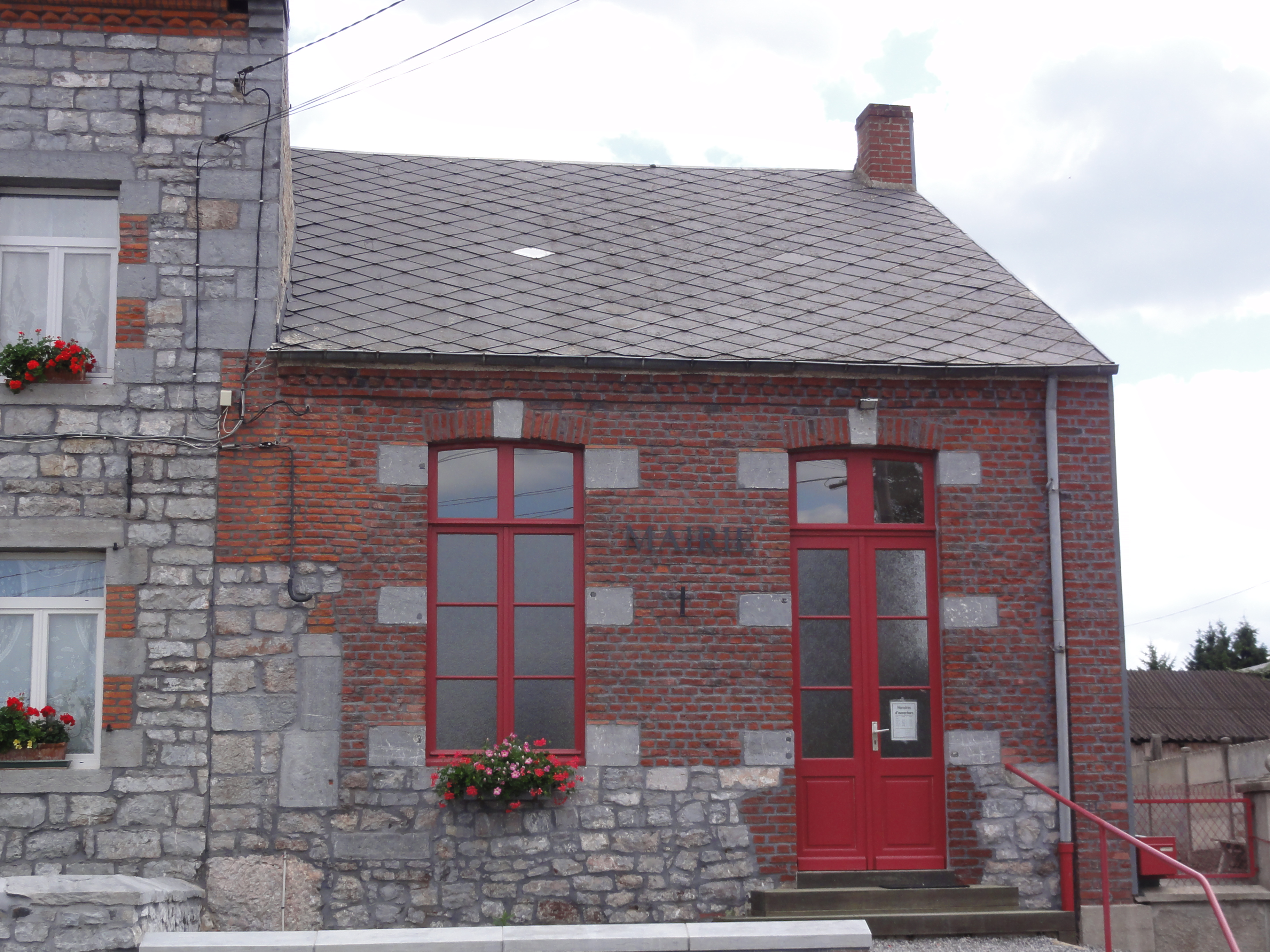
La mairie de Saint-Aubin

Maire en 1939 : Bar.
| Période                                  | Période   | Identité           | Étiquette | Qualité |
| ---------------------------------------- | --------- | ------------------ | --------- | ------- |
| mars 1983                                | mars 2008 | Paul Delevaque     |           |         |
| mars 2008                                | En cours  | Mauricette Fréhaut |           |         |
| Les données manquantes sont à compléter. |           |                    |           |         |

## Population et société

### Démographie

#### Évolution démographique
L'évolution du nombre d'habitants est connue à travers les recensements de la population effectués dans la commune depuis 1793. Pour les communes de moins de 10 000 habitants, une enquête de recensement portant sur toute la population est réalisée tous les cinq ans, les populations de référence des années intermédiaires étant quant à elles estimées par interpolation ou extrapolation. Pour la commune, le premier recensement exhaustif entrant dans le cadre du nouveau dispositif a été réalisé en 2008.

En 2022, la commune comptait 338 habitants, en évolution de −7,9 % par rapport à 2016 (Nord : +0,51 %, France hors Mayotte : +2,11 %).
| 1793 | 1800 | 1806 | 1821 | 1831 | 1836 | 1841 | 1846 | 1851 |
| ---- | ---- | ---- | ---- | ---- | ---- | ---- | ---- | ---- |
| 582  | 516  | 671  | 781  | 725  | 702  | 669  | 648  | 596  |

| 1856 | 1861 | 1866 | 1872 | 1876 | 1881 | 1886 | 1891 | 1896 |
| ---- | ---- | ---- | ---- | ---- | ---- | ---- | ---- | ---- |
| 560  | 538  | 492  | 453  | 478  | 472  | 472  | 433  | 431  |

| 1901 | 1906 | 1911 | 1921 | 1926 | 1931 | 1936 | 1946 | 1954 |
| ---- | ---- | ---- | ---- | ---- | ---- | ---- | ---- | ---- |
| 437  | 421  | 433  | 387  | 411  | 404  | 385  | 404  | 381  |

| 1962 | 1968 | 1975 | 1982 | 1990 | 1999 | 2006 | 2008 | 2013 |
| ---- | ---- | ---- | ---- | ---- | ---- | ---- | ---- | ---- |
| 360  | 341  | 325  | 390  | 383  | 392  | 375  | 372  | 374  |

| 2018 | 2022 | - | - | - | - | - | - | - |
| ---- | ---- | - | - | - | - | - | - | - |
| 359  | 338  | - | - | - | - | - | - | - |

#### Pyramide des âges
La population de la commune est relativement jeune.
En 2018, le taux de personnes d'un âge inférieur à 30 ans s'élève à 32,1 %, soit en dessous de la moyenne départementale (39,5 %). À l'inverse, le taux de personnes d'âge supérieur à 60 ans est de 27,0 % la même année, alors qu'il est de 22,5 % au niveau départemental.
En 2018, la commune comptait 174 hommes pour 185 femmes, soit un taux de 51,53 % de femmes, légèrement inférieur au taux départemental (51,77 %).
Les pyramides des âges de la commune et du département s'établissent comme suit.
| Hommes | Classe d’âge | Femmes |
| ------ | ------------ | ------ |
| 0,0    | 90 ou +      | 2,2    |
| 5,7    | 75-89 ans    | 8,1    |
| 21,8   | 60-74 ans    | 16,2   |
| 25,3   | 45-59 ans    | 21,1   |
| 16,7   | 30-44 ans    | 18,9   |
| 14,4   | 15-29 ans    | 15,1   |
| 16,1   | 0-14 ans     | 18,4   |

| Hommes | Classe d’âge | Femmes |
| ------ | ------------ | ------ |
| 0,5    | 90 ou +      | 1,4    |
| 5,3    | 75-89 ans    | 8,1    |
| 14,8   | 60-74 ans    | 16,2   |
| 19,1   | 45-59 ans    | 18,4   |
| 19,5   | 30-44 ans    | 18,7   |
| 20,7   | 15-29 ans    | 19,1   |
| 20,2   | 0-14 ans     | 18     |

## Économie

### Gastronomie
- Briquette fermière à la graine de moutarde au label Saveurs en'Or

## Culture locale et patrimoine

### Lieux et monuments
- L'église Saint-Alban bâtie vers 1450 dont le clocher date du XVIe siècle.
- Le monument aux morts.
- Le kiosque à musique, type kiosque rond à danser, caractéristique pour l'Avesnois.
- Un moulin du XIIIe siècle sur la Tarsy.
- Un calvaire flanqué de deux chapelles au lieu-dit Le Pont des Loups et d'autres chapelles disséminées sur le territoire de la commune.

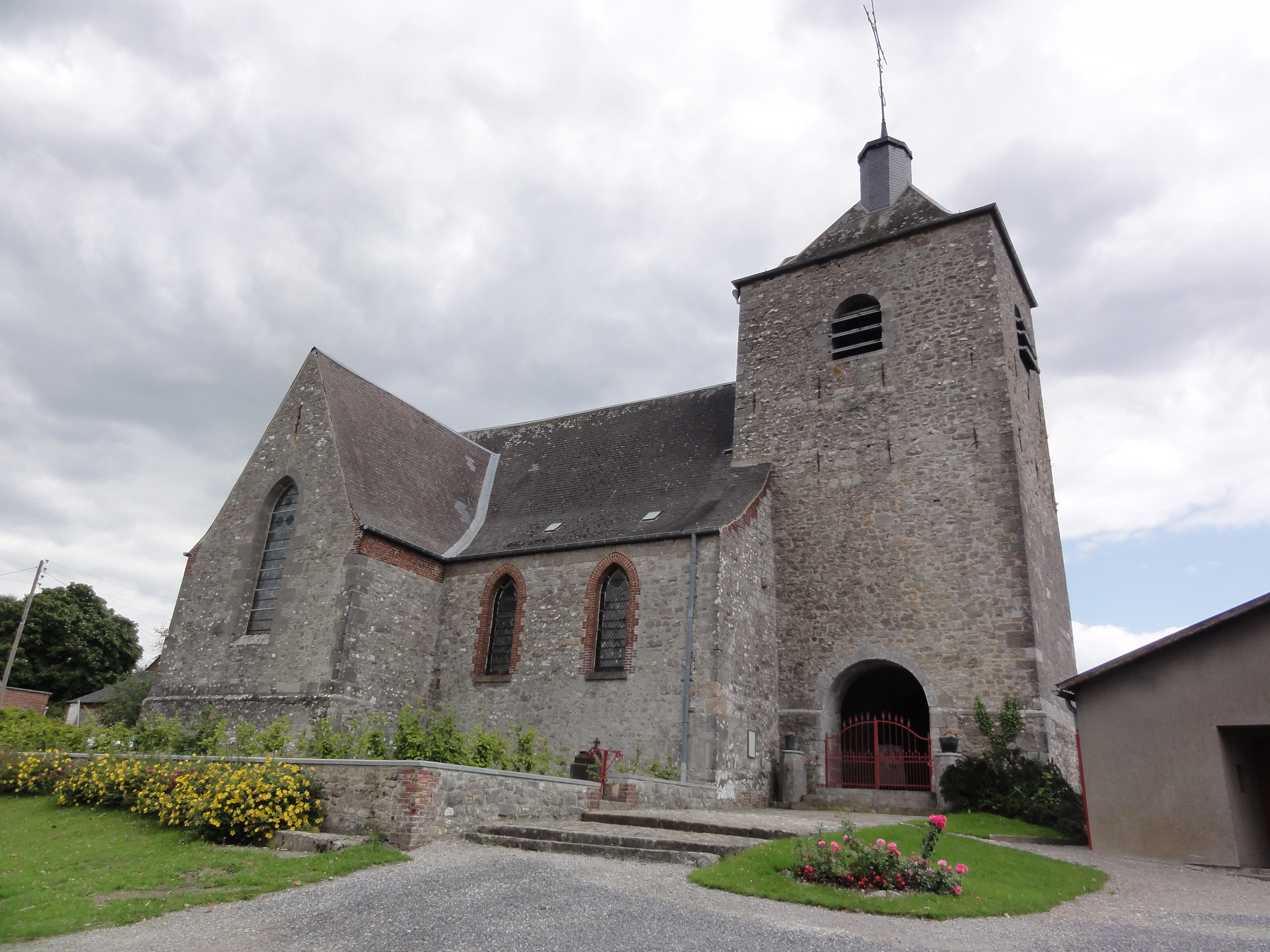
L'église Saint-Alban.
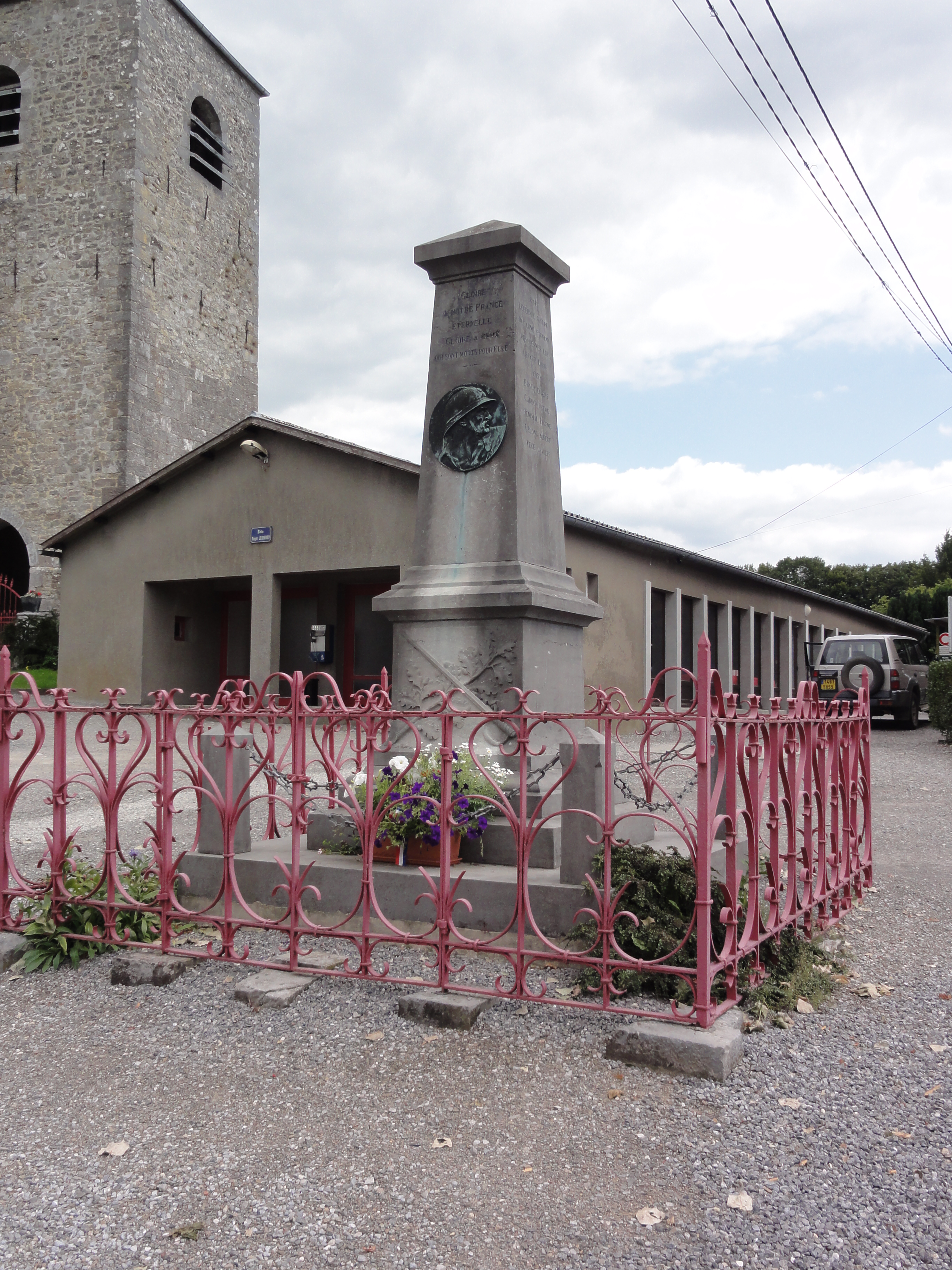
Le monument aux morts.
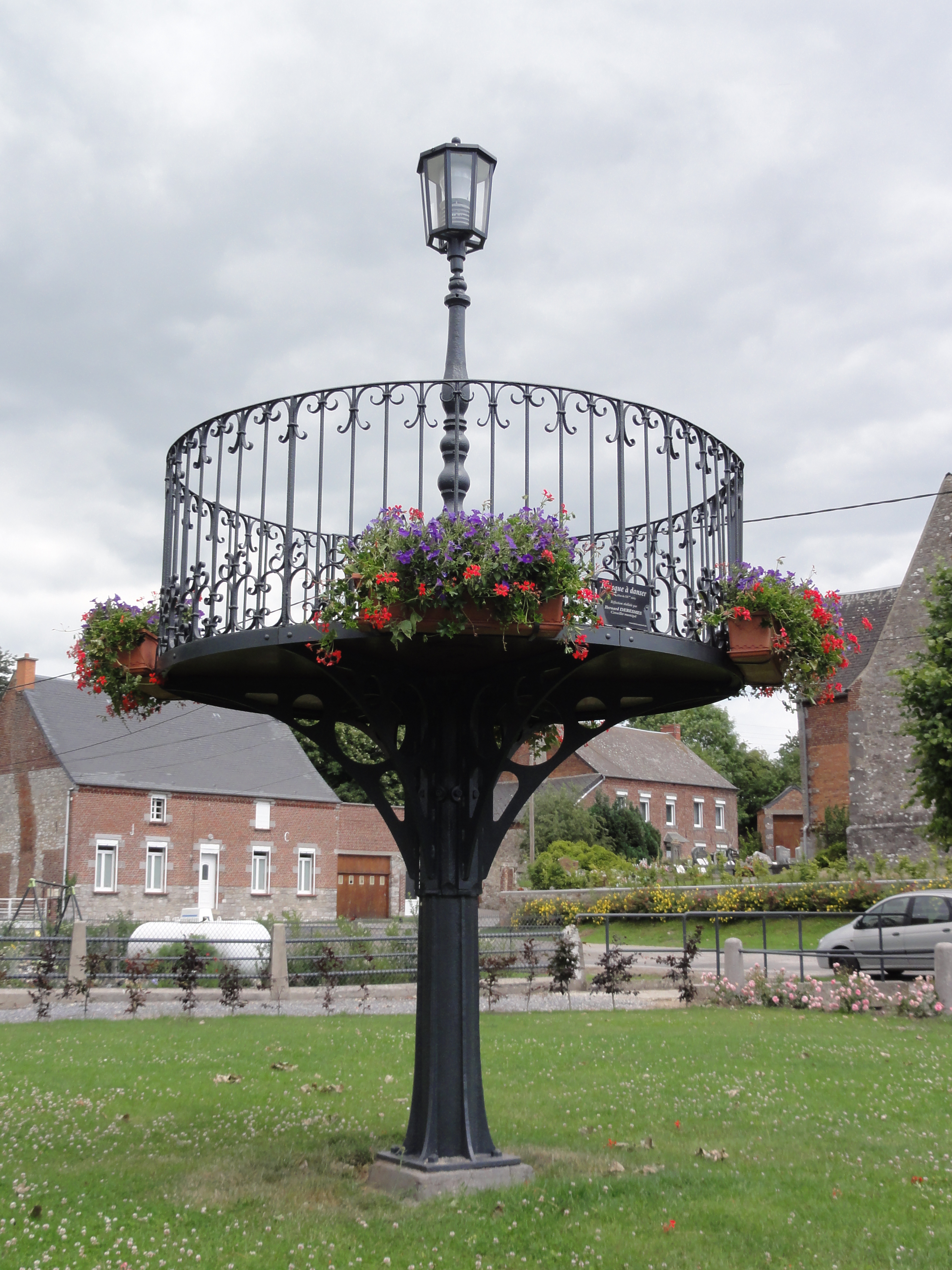
Le kiosque à musique.
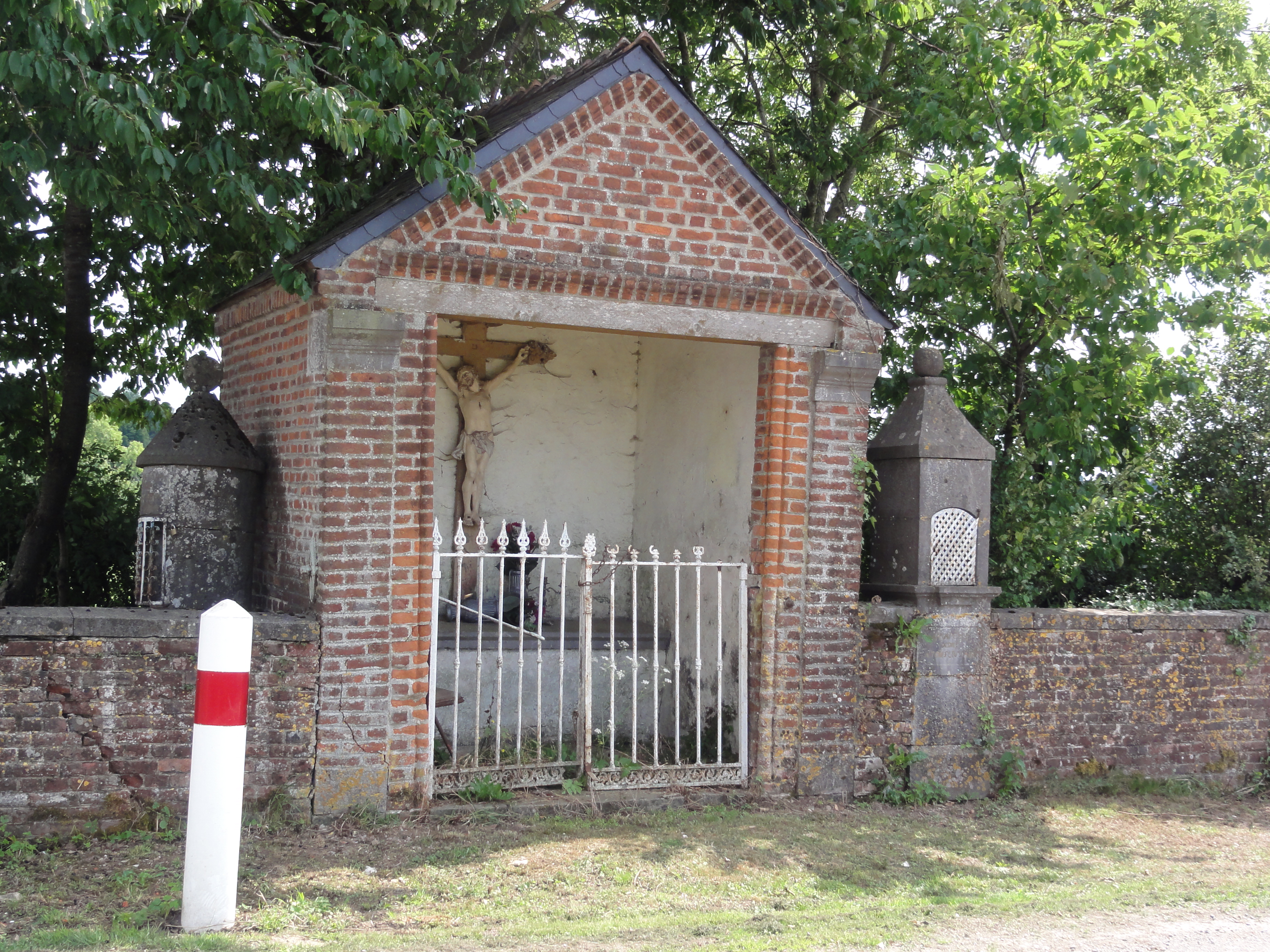
Le calvaire flanqué de deux chapelles au Pont des Loups.
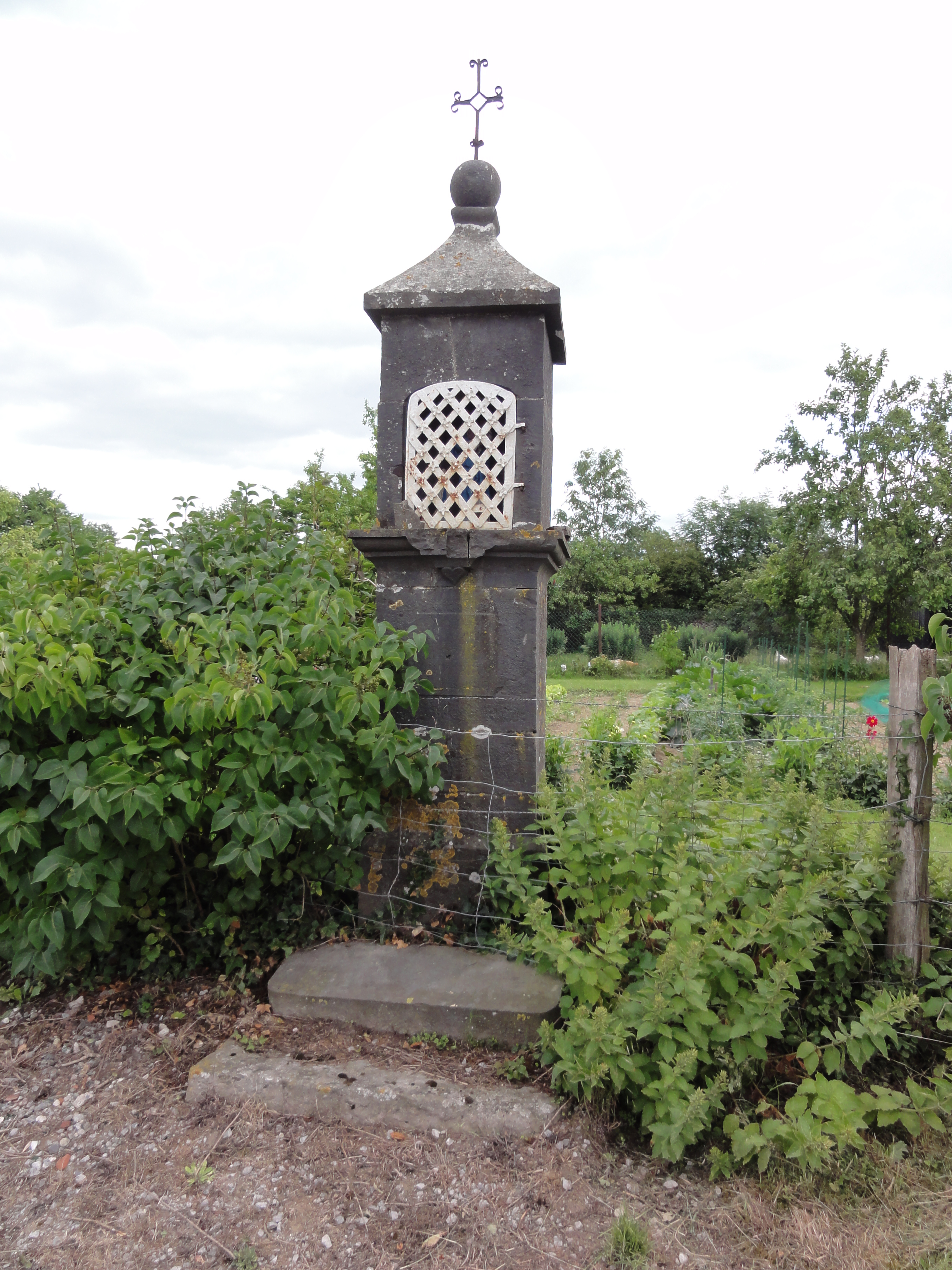
Chapelle aux Bordelez sortie nord.
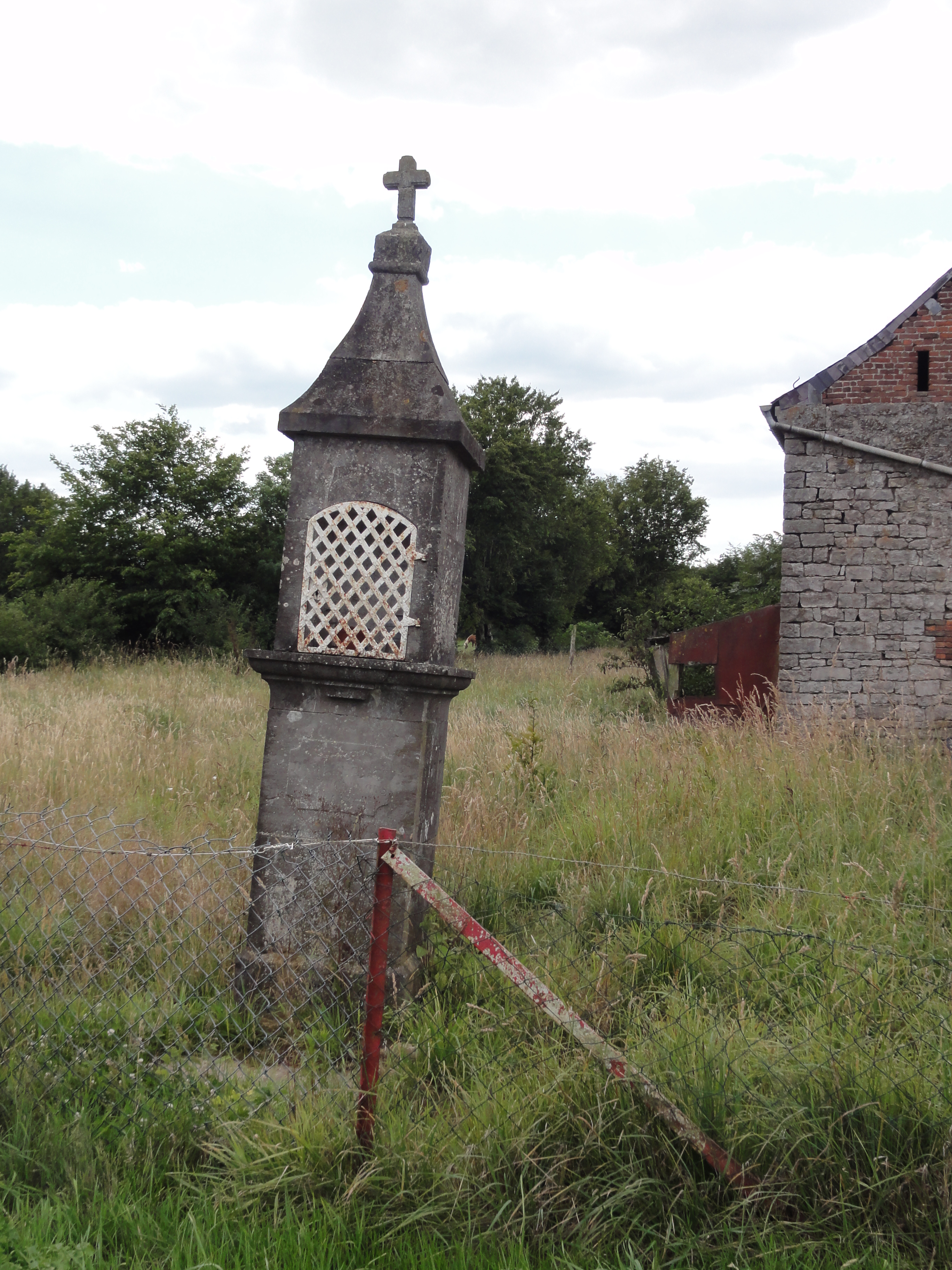
Chapelle aux Bordelez sortie ouest.

### Héraldique
| Blason de Saint-Aubin (Nord) | Blason  | D'azur au chevron d'argent accompagné en chef de deux étoiles à six rais du même et en pointe d'un soleil d'or. |
| Blason de Saint-Aubin (Nord) | Détails | Le statut officiel du blason reste à déterminer.                                                                |